# 伍綺詩
伍綺詩，美国作家和小说家。她在各种文学期刊上发表过很多短篇小说。伍綺詩于2014年6月26日发表了第一本长篇小说《无声告白》，赢得了许多奖项，如亚马逊年度书籍，和批评家的赞誉。伍綺詩的短篇小说《Girls at Play》赢得了2012年手推车奖。

## 早年生活与教育
伍綺詩生于宾夕法尼亚州匹兹堡。伍綺詩的父母1960年代从香港移民到美国。她的父亲于2004年去世，生前是美国国家航空航天局格伦研究中心（正式名称是美国航空航天局刘易斯研究中心）的物理学家。伍綺詩的母亲是一位化学家，曾任教于克里夫兰州立大学。
伍綺詩十岁时，跟随父母和姐姐（现在是一名工程师）搬到俄亥俄州谢克海茨。她就读于谢克海茨市学区，从伍德伯里小学一直到谢克海茨高中。在谢克海茨高中期间，伍綺詩参与了三年關懷种族关系的学生社团，并且还是学校文学杂志的共同编辑。她1998年高中毕业。
高中毕业后，伍綺詩继续在哈佛主修英语。然后她考取了密歇根大学的研究生院，并且获得创意写作的藝術創作碩士，现在名为海伦泽尔作家计划（Helen Zell Writers’Program）。在密歇根大学期间，伍綺詩的短篇小说《What Passes Over》（经过）获得了霍普伍德奖。
伍綺詩现在和丈夫、儿子一起生活在马萨诸塞州剑桥。在巡回签售图书《无声告白》时，伍綺詩表示自己小时候最喜爱的书是《小侦探哈里特》。目前她最喜爱的书是阿蘭達蒂·羅伊的《微物之神》。

## 职业生涯
伍綺詩的短篇小说《Girls at Play》获得了2012年手推车奖。伍綺詩的小说发表在《One Story》, 《TriQuarterly》, 《Subtropics》和其他杂志上。她的散文发表在Kenyon Review Online, The Millions和别处。她曾在密歇根大学教授文学，也曾任教于波士顿的格拉勃街公司。伍綺詩也曾做过三年小说作家评论博客网站的编辑。
她的第一部长篇小说《无声告白》是一本关于1970年代俄亥俄州一个美国家庭的惊悚小说。伍绮诗用了六年时间、历经四个不同的草稿写就这部小说。在她写就第一部长篇小说的过程中，伍綺詩把她自己、家人和朋友遭受到的种族歧视记录下来。该书被《洛杉矶时报》描述为“关于家庭、爱情和抱负最优秀的小说”，赢得2014年亚马逊年度书籍。 《无声告白》也被翻译成15种语言。
2017年12月，伍綺詩发表第二本长篇小说《星星之火》，故事围绕谢克海茨镇上两个家庭展开，其中一家有母女二人，她们的行为将对当地传统构成冲击。